# 華格納 (馬)
華格納，是日本純種競賽馬匹。生涯活躍於中距離賽事，曾勝出2018年東京優駿（日本打吡）。

## 出賽前
2015年2月10日出生於北海道安平町北部牧場，所有權歸於其母系馬主金子真人，馬主名義則以其經營的金子真人控股登錄。
其後交由栗東訓練中心練馬師友道康夫訓練。

## 競賽生涯

### 2歲
2017年7月16日出戰中京競馬場2歲新馬戰，比賽途中處於後方位置緩慢追走，進入直路後隨即由外檔衝出並和一同加速的Henry Barows展開爭奪，最終於其率先透出下成功以鼻位優勢壓贏對手奪得首勝。
9月16日出戰公開賽野路菊錦標，比賽初段於尾三的位置穩步推進，進入直路隨即由外檔位置衝刺，克服軟地不利狀態下成功超越前方賽駒並進入獨走狀態，最終拋離後方2 1/2馬位再度獲勝。
11月18日出戰東京體育盃兩歲錦標，賽前獲得第一人氣。比賽開始後，由於前方由三匹領放馬互相爭奪位置帶出，因而比賽初段的步速被拉得較快。面對此情形，華格納選擇於中團位置等待時機，進入直路後才展現優秀的反應開始加速，最終成功超越力弱的先頭馬匹後再度進入獨走狀態，以3馬位優勢取得首個分級賽冠軍。

### 3歲
2018年以彌生賞作爲年度首戰，賽前僅落後上年度最佳2歲雄馬野田優驥取得第二人氣。比賽開始後，前方由Sans Rival快放帶出並拋離主馬群，野田優驥處於第二的位置，以華格納則於中團左右等待時機。通過最後彎道時，前方的野田優驥超越領放馬取得領先，華格納此時則於後方位置奮力追趕，可惜於直路上野田優驥腳程未見疲倦下華格納無法超越對手，最終以1 1/2馬位差距吞下生涯首敗。
4月15日出戰皋月賞，比賽初段其雖然處於第2檔的內檔發走，但其並未搶佔位置反而選擇居中戰術，並於比賽途中保持緩慢的節奏推進。進入直路後，其嘗試由後方加速衝刺，可惜未能衝出之下以第七完賽。
5月27日出戰東京優駿，因其於皋月賞的失利而僅獲得第五人氣。比賽開始後，其雖然出閘不順，但仍然採取較爲積極的策略於先頭位置推進。通過第二彎道時，後方的Cosmic Force開始發力衝前，因而騎師福永祐一控制華格納讓出位置並稍作墮後，於中團位置追走。通過最後彎道時，其繞到Cosmic Force背後並抽出外檔準備加速，於直路上以望空的姿態衝刺直迫前方領放的金紀元。最後200米，其和Cosmic Force及金紀元率先透出，三駒隨即於此處展開纏鬥。最後100米時候因Cosmic Force力弱，局面變成了兩駒的單打獨鬥，最終於華格納成功響應騎師福永的加速指示下，其於最後50米處超越對手，以1/2馬位優秀取得首個一級賽冠軍，成爲平成時代最後一匹打吡馬之餘，亦爲騎師福永帶來首個打吡優勝。

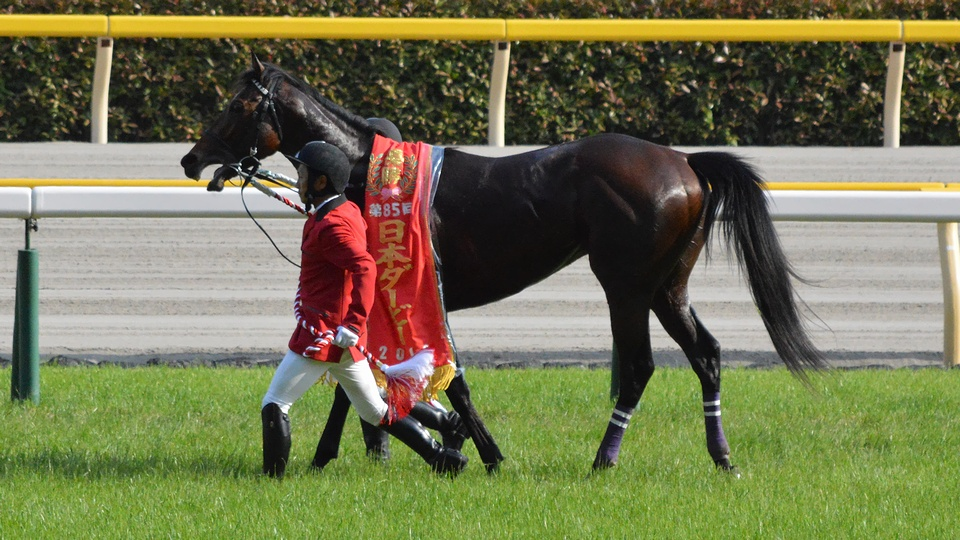
東京優駿頒獎儀式

放草過後於9月23日出戰神戶新聞盃，由於主戰騎師福永於此前落馬導致頭骨骨折，因而由藤岡康太代打策騎。本次比賽其將再次和金紀元決戰，爲繼2000年空中神宮及愛麗航程後再度有皋月賞馬及打吡馬於神戶新聞盃對決。比賽開始後，由於金紀元被草皮絆到失去平衡，因而由Meisho Tekkon帶出，而華格納則於中團位置追走。進入直路後，其隨即由外檔位置衝出並於最後50米取得領先，後續繼續保持速度之下成功抵擋振奮士氣的追擊，最終以1/2馬位再下一城。

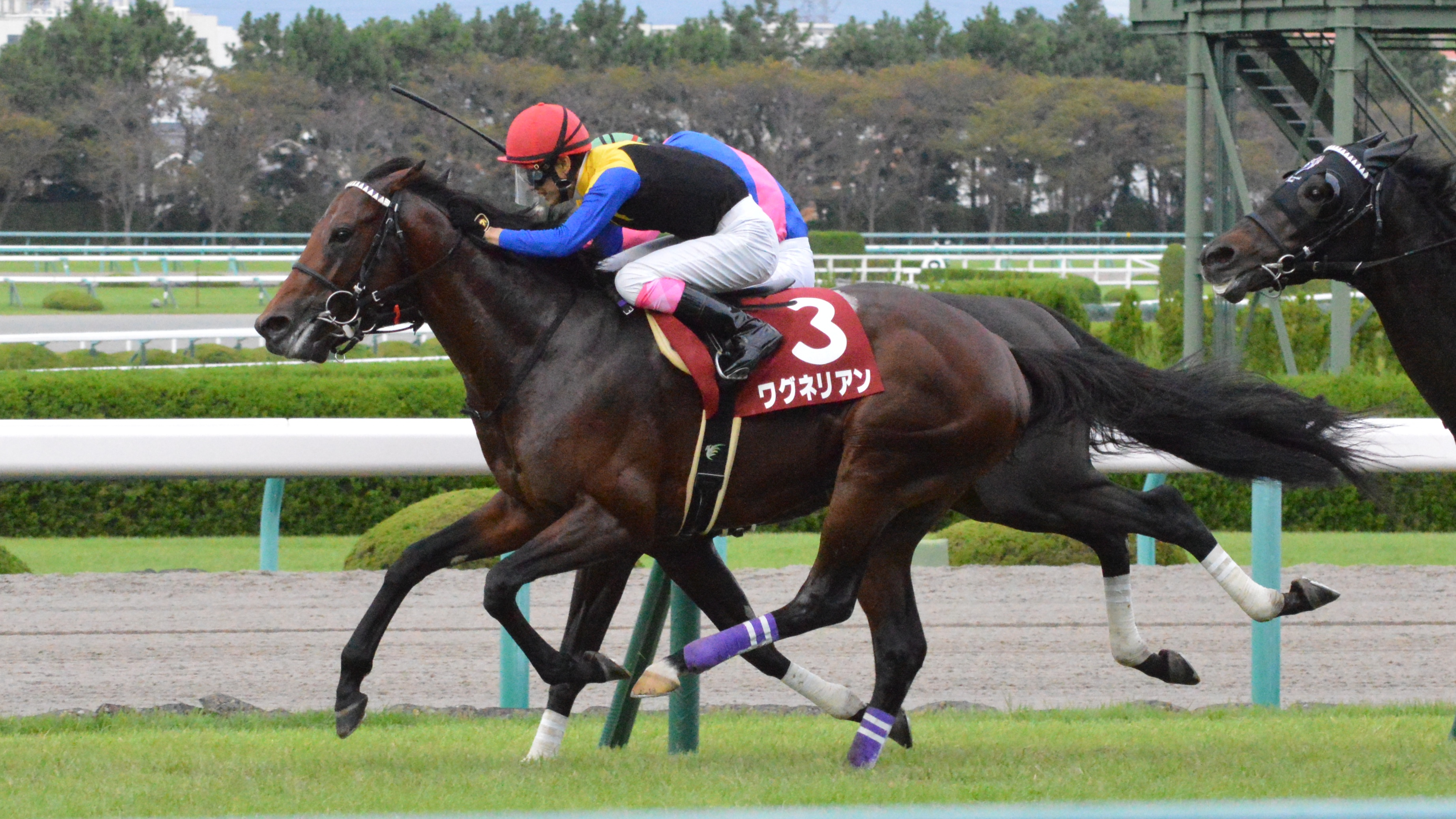
出戰神戶新聞盃的華格納

儘管其勝出神戶新聞盃取得菊花賞的優先出賽權，但並未考慮出席菊花賞，而是將目標定位秋季天皇賞。然而神戶新聞盃賽後表現出明顯的疲勞，最終於商討過後陣營決定放棄計劃並安排其進入放草。

### 4歲
2019年其以大阪盃作爲年度首戰，於其中表現出不俗的實力，最終僅敗於艾恩遺跡及神業取得第三。
其後出戰札幌紀念、秋季天皇賞及日本盃亦可以保持良好表現，分別獲得第四、第五及第三的全入板戰績。

### 5歲
2020年其以再度以大阪盃作爲年度首戰，於其中獲得第五的不俗戰績。
然而於其後出戰寶塚紀念實力大幅下滑，最終以第十三大敗。
完成寶塚紀念有，陣營發現其於3歲時候經已出現的喘鳴症復發，因而安排其接受聲帶切割手術並進入長期休養。

### 6歲
2021年2月14日於京都紀念復出，跑獲一席第五的入板即席。
但其後出戰三場賽事仍然未有突破，分別於大阪盃及富士錦標以第十二及第六落敗，於日本盃更獲得包尾的第十八。
日本盃賽後其被診斷出肝臟患有疾病，因而前往栗東訓練中心內的醫院接受治療，雖然其後一度恢復並進入放草，但於年末病情再度惡化而需要返回醫院。2022年1月5日，其膽管被一塊約爲雞蛋大小的膽結石阻塞，引發多重器官衰竭下死亡，享年7歲。

### 詳細賽績
| 日期       | 舉辦國家 | 馬場 | 距離   | 級別 | 賽事名稱           | 負重 | 騎師     | 馬號 | 出馬 | 名次 | 時間           | 頭馬（二馬）     |
| ---------- | -------- | ---- | ------ | ---- | ------------------ | ---- | -------- | ---- | ---- | ---- | -------------- | ---------------- |
| 16/7/2017  | 日本     | 中京 | 草2000 |      | 2歲新馬            | 54   | 福永祐一 | 8    | 10   | 1    | 2:04.7         | （Henry Barows） |
| 16/9/2017  | 日本     | 阪神 | 草1800 | OP   | 野路菊錦標         | 54   | 福永祐一 | 2    | 9    | 1    | 1:49.3         | （Delos）        |
| 19/11/2017 | 日本     | 東京 | 草1800 | GIII | 東京體育盃兩歲錦標 | 55   | 福永祐一 | 3    | 7    | 1    | 1:46.6         | （Lucas）        |
| 4/3/2018   | 日本     | 中山 | 草2000 | GII  | 彌生賞             | 56   | 福永祐一 | 8    | 10   | 2    | 2:01.2         | 野田優驥         |
| 15/4/2018  | 日本     | 中山 | 草2000 | GI   | 皋月賞             | 57   | 福永祐一 | 2    | 16   | 7    | 2:01.6         | 金紀元           |
| 27/5/2018  | 日本     | 東京 | 草2400 | GI   | 東京優駿           | 57   | 福永祐一 | 17   | 18   | 1    | 2:23.6         | （金紀元）       |
| 23/9/2018  | 日本     | 阪神 | 草2400 | GII  | 神戶新聞盃         | 56   | 藤岡康太 | 3    | 10   | 1    | 2:25.6         | （振奮士氣）     |
| 31/3/2019  | 日本     | 阪神 | 草2000 | GI   | 大阪盃             | 57   | 福永祐一 | 2    | 14   | 3    | 2:01.1（35.1） | 艾恩遺跡         |
| 18/8/2019  | 日本     | 札幌 | 草2000 | GII  | 札幌紀念           | 57   | 福永祐一 | 12   | 14   | 4    | 2:00.3         | 防爆裝束         |
| 27/10/2019 | 日本     | 東京 | 草2000 | GI   | 秋季天皇賞         | 58   | 福永祐一 | 14   | 16   | 5    | 1:56.8         | 杏目             |
| 24/11/2019 | 日本     | 東京 | 草2400 | GI   | 日本盃             | 57   | 川田將雅 | 2    | 15   | 3    | 2:26.2         | 文雅之士         |
| 5/4/2020   | 日本     | 阪神 | 草2000 | GI   | 大阪盃             | 57   | 福永祐一 | 4    | 12   | 5    | 1:58.8         | 旺紫丁           |
| 28/6/2020  | 日本     | 阪神 | 草2200 | GI   | 寶塚紀念           | 58   | 福永祐一 | 7    | 18   | 13   | 2:16.8         | 創世駒           |
| 14/2/2021  | 日本     | 阪神 | 草2200 | GII  | 京都紀念           | 57   | 武豐     | 7    | 11   | 5    | 2:11.1         | 唯獨愛你         |
| 4/4/2021   | 日本     | 阪神 | 草2000 | GI   | 大阪盃             | 57   | 吉田隼人 | 6    | 13   | 12   | 2:05.2         | 麗冠花環         |
| 23/10/2021 | 日本     | 東京 | 草1600 | GII  | 富士錦標           | 57   | 福永祐一 | 14   | 17   | 6    | 1:33.8         | 前人足跡         |
| 28/11/2021 | 日本     | 東京 | 草2400 | GI   | 日本盃             | 57   | 戶崎圭太 | 17   | 18   | 18   | 2:27.1         | 鐵鳥翱天         |

## 血統簡介
父系大震撼爲日本賽駒，爲日本賽馬史上第二匹無敗三冠馬，生涯出戰十四場賽事僅得兩場未能勝出，退役後配種成績亦極爲優秀。祖父週日寧靜是美國三冠賽雙冠馬，退役後在日本配種，在日本馬壇相當成功，贏得多項分級賽事，其子嗣贏得巨額獎金。
母系Miss Encore爲日本賽駒，生涯戰績不佳僅勝出一場賽事。外祖父夏威夷王爲日本賽駒，生涯戰績極爲優秀，僅得一戰未能獲勝，曾勝出一級賽NHK一哩賽及東京優駿，爲日本史上首匹贏得變則二冠的賽駒。

### 血統表
| 父線：週日寧靜系（Halo系）          |                           |              |                 |
| 種馬 大震撼 2002年（棗色）          | 週日寧靜 1986年（棕色）   | Halo         | Hail to Reason  |
| 種馬 大震撼 2002年（棗色）          | 週日寧靜 1986年（棕色）   | Halo         | Cosmah          |
| 種馬 大震撼 2002年（棗色）          | 週日寧靜 1986年（棕色）   | Wishing Well | Understanding   |
| 種馬 大震撼 2002年（棗色）          | 週日寧靜 1986年（棕色）   | Wishing Well | Mountain Flower |
| 種馬 大震撼 2002年（棗色）          | 風中秀髮 1991年（棗色）   | Alzao        | 利法爾          |
| 種馬 大震撼 2002年（棗色）          | 風中秀髮 1991年（棗色）   | Alzao        | Lady Rebecca    |
| 種馬 大震撼 2002年（棗色）          | 風中秀髮 1991年（棗色）   | Burghclere   | Busted          |
| 種馬 大震撼 2002年（棗色）          | 風中秀髮 1991年（棗色）   | Burghclere   | Highclere       |
| 繁殖雌馬 Miss Encore 2006年（棗色） | 夏威夷王 2001年（棗色）   | 金滿寶       | 淘金者          |
| 繁殖雌馬 Miss Encore 2006年（棗色） | 夏威夷王 2001年（棗色）   | 金滿寶       | Miesque         |
| 繁殖雌馬 Miss Encore 2006年（棗色） | 夏威夷王 2001年（棗色）   | Manfath      | 最後大官        |
| 繁殖雌馬 Miss Encore 2006年（棗色） | 夏威夷王 2001年（棗色）   | Manfath      | Pilot Bird      |
| 繁殖雌馬 Miss Encore 2006年（棗色） | 廣受歡迎 1994年（深棗色） | Broad Brush  | Ack Ack         |
| 繁殖雌馬 Miss Encore 2006年（棗色） | 廣受歡迎 1994年（深棗色） | Broad Brush  | Hay Patcher     |
| 繁殖雌馬 Miss Encore 2006年（棗色） | 廣受歡迎 1994年（深棗色） | Valid Allure | Valid Appeal    |
| 繁殖雌馬 Miss Encore 2006年（棗色） | 廣受歡迎 1994年（深棗色） | Valid Allure | Alluring Girl   |
| 雌系：號族：4-r                     |                           |              |                 |
| 五代內近親交配：無                  |                           |              |                 |

## 命名由來
名字Wagnerian（ワグネリアン）意指德國劇作家理查·華格納的崇拜者，香港則直接採用「華格納」作為翻譯。

## 外部連結
- 華格納 netkeiba.com （页面存档备份，存于）
- 血統表 （页面存档备份，存于）